# Kriegerdenkmal Lostau (Erster Weltkrieg)

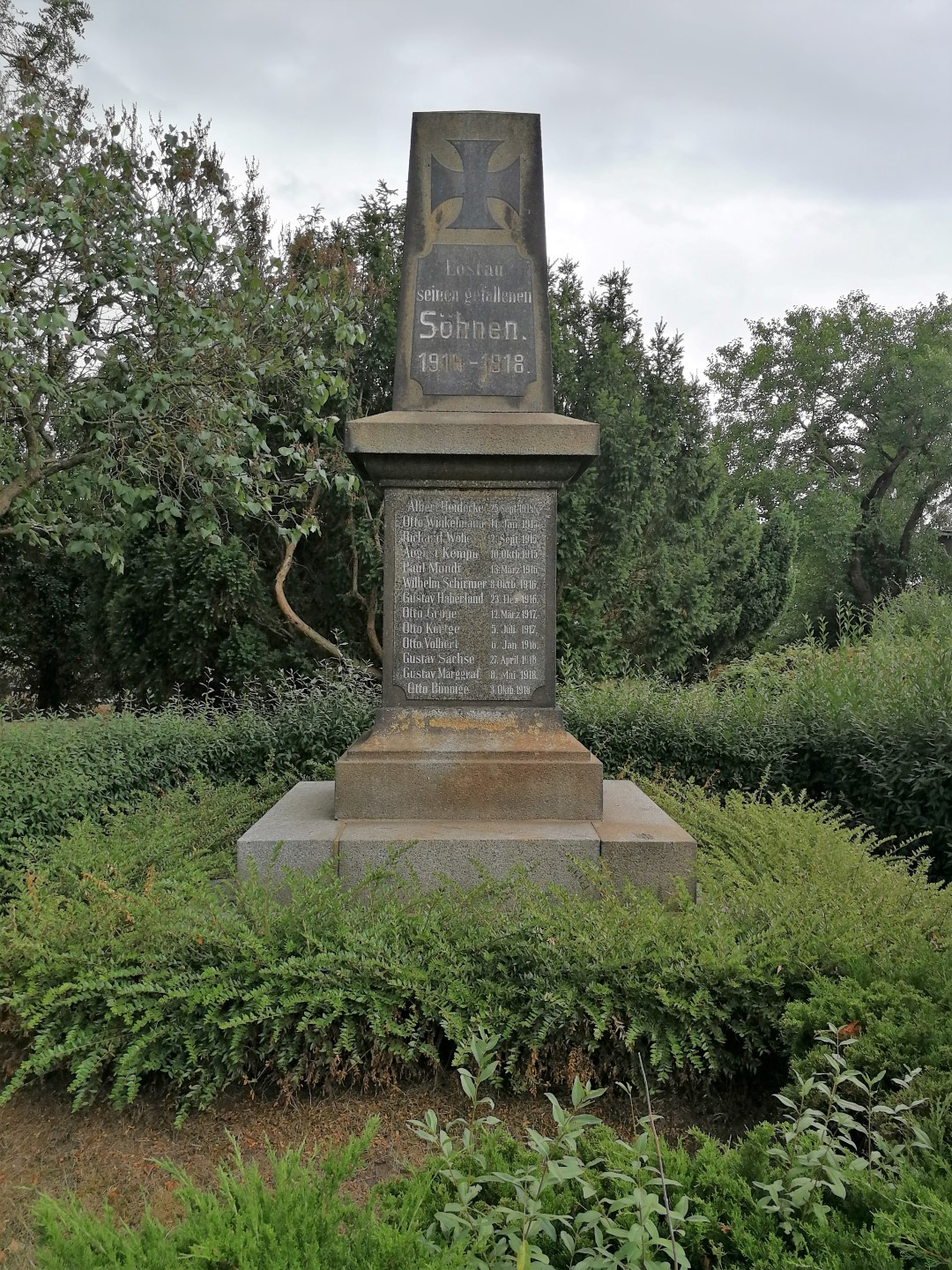
Kriegerdenkmal für die gefallenen Soldaten des Ersten Weltkriegs in Lostau

Das Kriegerdenkmal Lostau ist ein denkmalgeschütztes Kriegerdenkmal in Lostau in der Gemeinde Möser in Sachsen-Anhalt. Im örtlichen Denkmalverzeichnis ist das Kriegerdenkmal unter der Erfassungsnummer 094 71265 als Baudenkmal verzeichnet.

## Allgemeines
Bei diesem Kriegerdenkmal handelt es sich um ein Denkmal zur Erinnerung an die gefallenen Soldaten des Ersten Weltkriegs. Es befindet sich auf dem Denkmalplatz in Lostau, zusammen mit dem Kriegerdenkmal der gefallenen Soldaten der Befreiungskriege.
Das Kriegerdenkmal hat die Form einer abgestuften Stele auf einem Sockel. In der oberen Hälfte der Stele befindet sich ein Eisernes Kreuz und eine Inschriftentafel. Eine weitere Inschriftentafel mit den Namen der gefallenen Soldaten und dem Todestag befindet sich in der unteren Hälfte der Stele.